# Phytomyza ranunculiphila
Phytomyza ranunculiphila är en tvåvingeart som beskrevs av Zlobin 1993. Phytomyza ranunculiphila ingår i släktet Phytomyza och familjen minerarflugor. Inga underarter finns listade i Catalogue of Life.